# Манастир Светог Александра у Орошу
Манастир Светог Александра је некадашњи православни, а потом католички манастир у мјесту Орош у Албанији.
Иван Јастребов је о њему записао да је стара црква била посвећена Светом Јовану Крститељу и наводно ју је папа Климент VIII дао фрањевцима. Раније је била православна, као и Рубино и цркве у селима Какарич и Балдрен (Задрима). Живопис у цркви је у доба Јастребова био исти као и у цркви Св. Сергија и Вакха. Од старе цркве није остало ништа. На њеном мјесту је подигнута нова. Стара црква није била тако дугачка. У близини цркве се виде темељи насељених мјеста са старом накапницом. Мјесто је окружено природним зидом од стијена, па је само по себи природно планинско утврђење. Ту је постојао древни манастир који је прво припадао монасима василијанцима (православним), а затим Данијеле Фарлати пише како након пада грчког царства нико није владао Мирдитијом, па су и монаси ту нестали. И фрањевци, којима је папа дао тај манастир, га због дивљине краја напуштају. То је народу било важно - свето мјесто. И у доба Јастребова се по старом календару 24. јуна, ту окупља свих пет околних племена, на дан рођења Св. Јована Претече - Ивањдан. Мирдити и генерално хришћани Арнаути, па и муслимани ако поштују свеце то чине само по старом калнедару. Нпр. кажу да се нешто догодило на Св. Николу старога. Такав обичај је ту био распрострањен и међу латинима (покатоличеним). Бискуп Шепић их је од прослављања светаца по старом календару одвраћао. Јастребов описује и орошки крст који пореди са оним од племена Мркојевићи, тзв. крст Јована Владимира.  Дио племена Његуши, Ераковићи, су имали обичај да на Ловћен износе крсте на Тројичиндан.
Данијеле Фарлати помиње абата Лазара у манастиру светог Александра.  